# Aero Ae-45
De Aero Ae-45 is een Tsjechoslowaaks tweemotorig laagdekker-verbindings- en klein passagiersvliegtuig gebouwd door Aero. De ontwikkeling begon in 1946 en de eerste vlucht volgde op 21 juli 1947. Het was het eerste product van de Tsjechoslowaakse luchtvaart industrie na de Tweede Wereldoorlog. Met 590 toestellen geproduceerd bewees het een groot succes te zijn.

## De ontwikkeling
De ontwikkelingen begonnen in 1946 door de ingenieurs Jiří Bouzek, Ondřej Nemec en František Vlk. Het eerste prototype had de registratie OK-BCA en vloog voor het eerst op 21 juli 1947. Het tweede prototype met de registratie OK-CDA vloog een jaar later. De testvluchten werden afgewerkt zonder incidenten en het toestel mocht in 1948 in productie worden genomen. Het nummer 45 is geen vervolging op de nummering van voor de oorlog, maar duidt op het aantal stoelen in het toestel; 4 à 5.

## Versies
- Ae-45: Eerste productieversie, gebouwd bij Aero, 200 gebouwd tussen 1948 en 1951
- Ae-45S: Tweede productieversie, gebouwd bij Let, onder andere verbeterde navigatieapparatuur, 228 gebouwd tussen 1954 en 1959, ook wel bekend als “Super Aero”.
- Ae-145: Derde productieversie, gebouwd bij Let, uitgerust met Avia M-332 motoren, 103 kW (140 pk) elk, 162 gebouwd tussen 1959 en 1963. (voor hoofdartikel zie: Aero Ae-145)
- Ae-245: Experimentele versie, geen verdere productie
- Ae-345: Experimentele versie, geen verdere productie
- K-75: Militaire versie van de Ae-45

## Specificaties
- Bemanning: 1, de piloot
- Capaciteit: 3 à 4 personen
- Lengte: 7,54 m
- Spanwijdte: 12,60 m
- Hoogte: 2,30 m
- Vleugeloppervlak: 17,09 m2
- Leeggewicht: 960 kg
- Startgewicht: 1 510 kg
- Max. startgwicht: 1 600 kg
- Motoren: 2× Walter Minor-III 4-cilinder, 77 kW (105 pk) elk
- Maximumsnelheid: 270 km/h
- Vliegbereik: 1 600 km
- Plafond: 1 350 m
- Klimsnelheid: 5 m/s (300 m/min)

## Gebruikers

### Civiele gebruikers
- DDR
  - Interflug
- Italië
- Polen
  - LOT Polish Airlines
  - Poolse Luchtambulance
- Roemenië
  - Aviasan
- Sovjet-Unie
  - Aeroflot
- Tsjechoslowakije
- Zwitserland

### Militaire gebruikers
- DDR
- Hongarije
- India
- Roemenië
- Tsjechoslowakije